# Otto Stange
Otto Stange (Hamburg, 9 februari 2007) is een Duits voetballer met Braziliaanse roots die doorgaans als centrumspits speelt. Hij stroomde door vanuit de jeugdopleiding van Hamburger SV en maakte in november 2024 zijn debuut in het betaald voetbal voor het eerste elftal van de club.

## Clubloopbaan

### Jeugd
Stange begon in 2013 met voetballen bij Victoria Hamburg en maakte vier jaar later de overstap naar Eimsbütteler TV, eveneens gevestigd in Hamburg. In 2022 sloot hij zich aan bij de jeugdopleiding van Hamburger SV. Hij doorliep daar de verschillende jeugdelftallen en debuteerde op 4 december 2022 in de onder-17 tijdens de met 1–1 gelijkgespeelde thuiswedstrijd tegen Viktoria Berlin. Trainer Thomas Johrden liet hem in de 75e minuut invallen. Zijn definitieve doorbraak in deze leeftijdscategorie volgde in het seizoen 2023/24, waarin hij in zestien wedstrijden dertien doelpunten maakte en vier assists gaf. Als gevolg van zijn sterke prestaties maakte hij in datzelfde seizoen op 25 november zijn debuut in de onder-19, in de met 3–1 gewonnen thuiswedstrijd tegen Eintracht Braunschweig.

### Hamburger SV
Dankzij zijn sterke optredens bij de jeugd kreeg Stange in oktober 2023 voor het eerst de kans om mee te trainen met de eerste selectie van Hamburger SV. Kort daarna werd hij door hoofdtrainer Tim Walter opgenomen in de wedstrijdselectie voor de uitwedstrijd in de tweede ronde van de DFB-Pokal tegen Arminia Bielefeld. In het duel, dat na strafschoppen werd gewonnen, kwam hij niet in actie. Tijdens de winterstop nam Walter hem mee op trainingskamp naar het Spaanse Sotogrande, waar hij echter geen speelminuten kreeg in de oefenwedstrijden. Eind januari 2024 verlengde Stange vroegtijdig zijn contract bij de club. Het restant van het seizoen speelde hij verder in de jeugdopleiding.
In de voorbereiding op het seizoen 2024/25 werd Stange opnieuw bij de eerste selectie van Hamburger SV gehaald, ditmaal door de nieuwe hoofdtrainer Steffen Baumgart. Tijdens een oefenwedstrijd tegen het amateurteam van Tus Neetze maakte hij zijn officieuze debuut voor het eerste elftal. In de met 0–12 gewonnen wedstrijd wist hij tweemaal te scoren. Door de aanwezigheid van ervaren spitsen als Robert Glatzel en Davie Selke kon hij zich echter niet in de basiself spelen. Hij begon het seizoen bij de A-junioren, maar maakte op 28 september 2024 onder trainer Loïc Favé  zijn officiële debuut in het tweede elftal in de Regionalliga Nord. In de uitwedstrijd tegen het tweede team van Werder Bremen viel hij in de 57e minuut in voor Omar Megeed.
Op 8 november 2024 maakte Stange op 17-jarige leeftijd zijn debuut in het eerste elftal van Hamburger SV tijdens het 2. Bundesliga-duel tegen Eintracht Braunschweig. Hij kwam in de 80e minuut in het veld voor Ransford Königsdörffer. Met zijn invalbeurt werd hij de vijfde jongste debutant in de clubgeschiedenis. Op 21 december 2024 volgde zijn eerste officiële doelpunt voor het eerste elftal. In de met 5–0 gewonnen thuiswedstrijd tegen Greuther Fürth scoorde hij in de 76e minuut na een assist van Anssi Suhonen het vijfde doelpunt van de wedstrijd. Daarmee werd hij de op een na jongste doelpuntenmaker ooit van Hamburger SV; alleen Fiete Arp was jonger bij zijn eerste treffer. Ondanks zijn opvallende momenten slaagde Stange er door de concurrentie voorin niet in om een vaste basisplaats te veroveren. Hij had een bescheiden aandeel in het succesvolle seizoen van de club, dat als tweede eindigde in de competitie en daarmee na 2.555 dagen terugkeerde in de Bundesliga.

## Clubstatistieken
| Seizoen                    | Club            | Competitie      | Competitie | Competitie | Beker | Beker | Internationaal | Internationaal | Overig | Overig | Totaal | Totaal |
| Seizoen                    | Club            | Competitie      | Wed.       | Dlp.       | Wed.  | Dlp.  | Wed.           | Dlp.           | Wed.   | Dlp.   | Wed.   | Dlp.   |
| -------------------------- | --------------- | --------------- | ---------- | ---------- | ----- | ----- | -------------- | -------------- | ------ | ------ | ------ | ------ |
| 2024/25                    | Hamburger SV    | 2. Bundesliga   | 14         | 2          | –     | –     | –              | –              | 9      | 2      | 23     | 4      |
| Carrière totaal            | Carrière totaal | Carrière totaal | 14         | 2          | –     | –     | –              | –              | 9 *    | 2      | 23     | 4      |
| Bijgewerkt tot 6 juni 2025 |                 |                 |            |            |       |       |                |                |        |        |        |        |

* In het seizoen 2024/25 speelde Stange als speler van het eerste elftal negen wedstrijden voor het tweede elftal. 

## Interlandloopbaan
Stange kwam uit voor meerdere Duitse jeugdelftallen, maar nam niet deel aan een eindtoernooi.

### Duitse jeugdelftallen
Op 23 september 2022 maakte Stange zijn debuut voor Duitsland –16 onder bondscoach Michael Prus, tijdens een oefeninterland tegen Oostenrijk. Hij viel in de 63e minuut in voor Cenny Neumann en scoorde vier minuten later zijn eerste interlanddoelpunt. Met deze treffer, de 2-3, bezorgde hij zijn team de overwinning. Een jaar later maakte hij de overstap naar Duitsland –17. Prus selecteerde hem voor de kwalificatiewedstrijden voor het EK 2024 op Cyprus, maar Duitsland wist zich niet te plaatsen en strandde in de voorronde. In dezelfde periode werd hij niet opgenomen in de selectie voor het WK 2023 in Indonesië, dat door Duitsland werd gewonnen na een zege op Frankrijk in de finale via strafschoppen.
| Jeugdinterlands van Otto Stange voor Duitsland () | Jeugdinterlands van Otto Stange voor Duitsland () | Jeugdinterlands van Otto Stange voor Duitsland () | Jeugdinterlands van Otto Stange voor Duitsland () | Jeugdinterlands van Otto Stange voor Duitsland () | Jeugdinterlands van Otto Stange voor Duitsland () |  |
| №                                                 | Datum                                             | Wedstrijd                                         | Uitslag                                           | Soort Wedstrijd                                   | Doelpunten                                        |  |
| Als speler bij Duitsland –16                      | Als speler bij Duitsland –16                      | Als speler bij Duitsland –16                      | Als speler bij Duitsland –16                      | Als speler bij Duitsland –16                      | Als speler bij Duitsland –16                      |  |
| ------------------------------------------------- | ------------------------------------------------- | ------------------------------------------------- | ------------------------------------------------- | ------------------------------------------------- | ------------------------------------------------- |  |
| 1.                                                | 23 september 2022                                 | Oostenrijk – Duitsland                            | 2 – 3                                             | Vriendschappelijk                                 | Goal                                              |  |
| 2.                                                | 26 september 2022                                 | Oostenrijk – Duitsland                            | 0 – 3                                             | Vriendschappelijk                                 |                                                   |  |
| 3.                                                | 23 november 2022                                  | Duitsland – Mexico                                | 3 – 5 (n.s.)                                      | Vriendschappelijk                                 |                                                   |  |
| 4.                                                | 25 november 2022                                  | Duitsland – Engeland                              | 1 – 2                                             | Vriendschappelijk                                 |                                                   |  |
| 5.                                                | 27 november 2022                                  | Wales – Duitsland                                 | 2 – 5 (n.s.)                                      | Vriendschappelijk                                 | Goal                                              |  |
| 6.                                                | 13 januari 2023                                   | Duitsland – Costa Rica                            | 3 - 3                                             | Vriendschappelijk                                 | Goal                                              |  |
| 7.                                                | 8 februari 2023                                   | Duitsland – Frankrijk                             | 3 - 3                                             | Vriendschappelijk                                 | Goal                                              |  |
| 8.                                                | 10 februari 2023                                  | Portugal – Duitsland                              | 6 - 7 (n.s.)                                      | Vriendschappelijk                                 |                                                   |  |
| 9.                                                | 13 februari 2023                                  | Nederland – Duitsland                             | 1 - 2                                             | Vriendschappelijk                                 |                                                   |  |
| 10.                                               | 24 maart 2023                                     | Italië – Duitsland                                | 1 - 1                                             | Vriendschappelijk                                 |                                                   |  |
| 11.                                               | 27 maart 2023                                     | Italië – Duitsland                                | 1 - 1                                             | Vriendschappelijk                                 |                                                   |  |
| Als speler bij Duitsland –17                      |                                                   |                                                   |                                                   |                                                   |                                                   |  |
| 1.                                                | 7 september 2023                                  | Duitsland – Israël                                | 3 – 2                                             | Vriendschappelijk                                 |                                                   |  |
| 2.                                                | 9 september 2023                                  | Duitsland – Denemarken                            | 0 – 2                                             | Vriendschappelijk                                 |                                                   |  |
| 3.                                                | 12 september 2023                                 | Duitsland – Italië                                | 2 – 4                                             | Vriendschappelijk                                 |                                                   |  |
| 4.                                                | 15 oktober 2023                                   | Duitsland – Liechtenstein                         | 6 – 0                                             | EK-kwalificatie 2024                              | Goal                                              |  |
| 5.                                                | 18 oktober 2023                                   | Duitsland – Finland                               | 1 – 1                                             | EK-kwalificatie 2024                              |                                                   |  |
| 6.                                                | 21 oktober 2023                                   | Oekraïne – Duitsland                              | 0 – 1                                             | EK-kwalificatie 2024                              |                                                   |  |
| 7.                                                | 10 februari 2024                                  | Duitsland – Spanje                                | 0 – 7                                             | Vriendschappelijk                                 |                                                   |  |
| 7.                                                | 12 februari 2024                                  | Nederland – Duitsland                             | 1 – 2                                             | Vriendschappelijk                                 |                                                   |  |
| 8.                                                | 12 februari 2024                                  | Portugal – Duitsland                              | 0 – 3                                             | Vriendschappelijk                                 |                                                   |  |
| 9.                                                | 20 maart 2024                                     | Kroatië – Duitsland                               | 3 – 1                                             | EK-kwalificatie 2024                              |                                                   |  |
| 10.                                               | 26 maart 2024                                     | Duitsland – Portugal                              | 2 – 3                                             | EK-kwalificatie 2024                              |                                                   |  |
| 11.                                               | 14 mei 2024                                       | Duitsland – Cyprus                                | 4 – 0                                             | Vriendschappelijk                                 | Goal                                              |  |
| Als speler bij Duitsland –18                      |                                                   |                                                   |                                                   |                                                   |                                                   |  |
| 1.                                                | 20 maart 2025                                     | Oostenrijk – Duitsland                            | 1 – 1                                             | Vriendschappelijk                                 |                                                   |  |
| 2.                                                | 23 maart 2025                                     | Nederland – Duitsland                             | 0 – 1                                             | Vriendschappelijk                                 |                                                   |  |
| Bijgewerkt tot 6 juni 2025                        |                                                   |                                                   |                                                   |                                                   |                                                   |  |

## Persoonlijk
Stange begon op vijfjarige leeftijd met skateboarden en nam onder meer deel aan de Mystic SK8 Cup in Praag. Omdat er in Hamburg  weinig leeftijdsgenoten waren die dezelfde sport beoefenden, besloot hij te stoppen en de overstap naar het voetbal te maken. Zijn vader, een fervent supporter van Hamburger SV, nam hem al als baby mee naar wedstrijden van de club.